# Lysandra rufosplendens
Lysandra rufosplendens är en fjärilsart som beskrevs av Ruggero Verity 1926. Lysandra rufosplendens ingår i släktet Lysandra och familjen juvelvingar. Inga underarter finns listade i Catalogue of Life.